# Birur
Birur é uma cidade no distrito de Chikmagalur, no estado indiano de Karnataka.

## Geografia
Birur está localizada a 13° 37′ N, 75° 58′ L. Tem uma altitude média de 833 metros (2732 pés).

## Demografia
Segundo o censo de 2001, Birur tinha uma população de 22 601 habitantes. Os indivíduos do sexo masculino constituem 51% da população e os do sexo feminino 49%. Birur tem uma taxa de literacia de 70%, superior à média nacional de 59,5%; a literacia no sexo masculino é de 76% e no sexo feminino é de 63%. 11% da população está abaixo dos 6 anos de idade.